# Vanessa vulcania
Vanessa vulcania är en fjärilsart som beskrevs av Jean Baptiste Godart 1819. Vanessa vulcania ingår i släktet Vanessa och familjen praktfjärilar. IUCN kategoriserar arten globalt som livskraftig. Inga underarter finns listade i Catalogue of Life.

## Bildgalleri

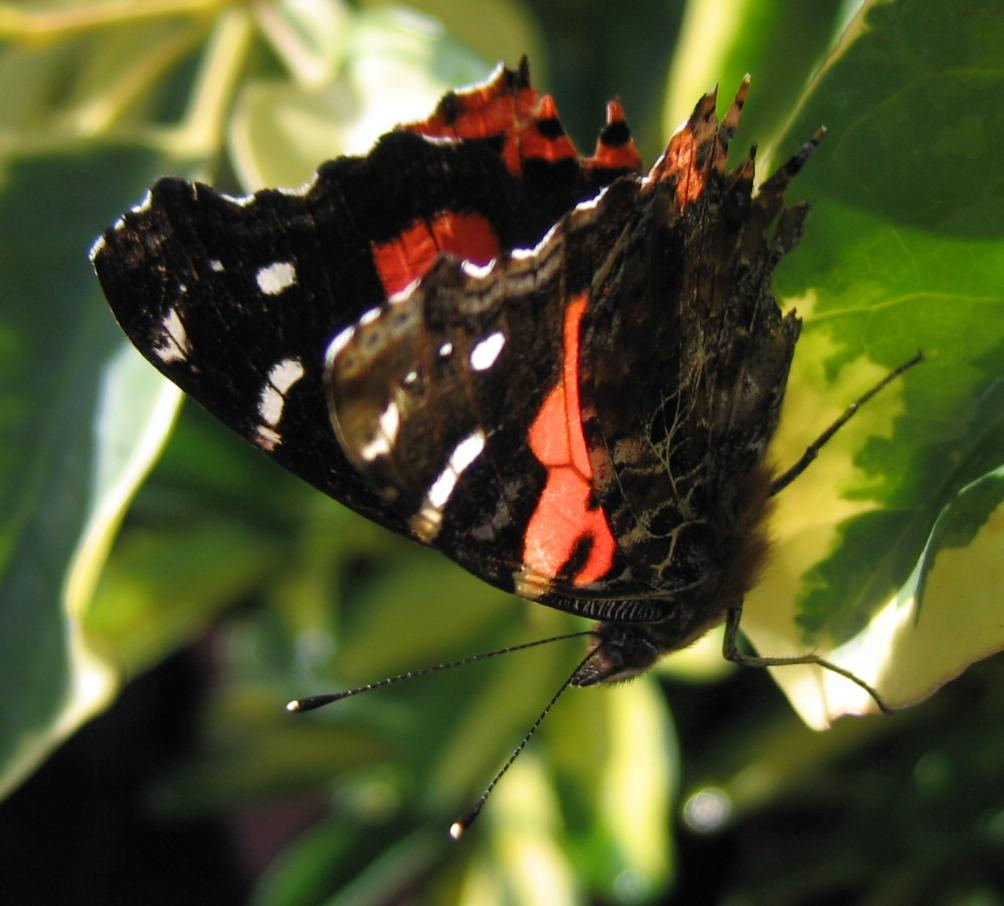